# Công giáo tại Đức
Cộng đồng Công giáo tại Đức là một bộ phận của Giáo hội Công giáo Rôma, dưới sự lãnh đạo tinh thần của giáo hoàng và Giáo triều Rôma, cùng sự điều phối của Hội đồng Giám mục Đức. Giáo hội Công giáo tại Đức hiện được chia thành 27 giáo phận, trong đó có 7 tổng giáo phận với khoảng 24,2 triệu giáo dân, chiếm khoảng 29,9% dân số (2013). Nước này có chính sách thuế nhà thờ đối với những ai đăng ký làm giáo dân, và chỉ áp dụng cho trường hợp người có thu nhập cao. Khoản tiền từ thuế nhà thờ khiến cho giáo hội Đức là giáo hội Công giáo giàu có nhất ở châu Âu.